# Matti Kurikka
Matti Kurikka (né le 24 janvier 1863 à  Tuutari, Gouvernement de Saint-Pétersbourg, Ingrie – mort le 4 octobre 1915 à Westerly, Rhode Island, États-Unis) est un journaliste, théosophiste et un socialiste utopique finlandais. 

## Biographie
De 1897 à 1899, Matti Kurikka est le rédacteur en chef du journal Työmies. 
En 1908, il achète Wiipurin Sanomat (fi).  
Comme rédacteur en chef de Wiipurin Sanomat, il est d'abord influencé par le parti jeune finnois puis se rapprochera du christianisme social. 
En 1900, Matti Kurikka part pour l’Amérique du Nord et fonde le premier journal finno-canadien intitulé Aika (fi).
En 1901 il participe à l’établissement de la colonie utopique de Sointula sur l'île Malcolm (en) en Colombie-Britannique basée sur les principes coopératifs.

## Son œuvre
- Ahneuden kouristuksissa (Matti Kurikka 1909)
- Aili (Wickström 1887)
- Elämän koulua 1–2 (Elämä osuuskunta 1906–1907)
- Elämän sointuja (Matti Kurikka 1908)
- Historiallis-maantieteellinen nimistö (Edlund 1881)
- Ihmekös tuo!  (Gummerus 1885)
- Ihmiskunnan pelastus (Työväen sanomalehti-osakeyhtiö 1899)
- Jumalaton kirkko, Helsinki, Vihtori Kosonen, 1908
- Juomalakko (Matti Kurikka 1899)
- Kapitalismin kukistus (Matti Kurikka 1911)
- Mitä meille nainen opettaa (Matti Kurikka 1906)
- Mitä yhteiskunta on työväelle velkaa (Matti Kurikka 1898)
- Moses vai Jesus (Matti Kurikka 1898)
- Moses vai Jesus: toinen luento (Kp. Gutenberg 1899)
- Niin on laita!  (Matti Kurikka 1897)
- Pilven hattaroita 1 (WSOY 1886)
- Pilven hattaroita 2 (Matti Kurikka 1889)
- Pohjustuksia (Matti Kurikka 1906)
- Pääskyn rakkaus (Työväen sanomalehti-oy 1905)
- Pois alkohoolin valta!  (Päivälehden kp. 1898)
- Raha, sen synty ja kehitys (Elämä Osuuskunta 1906)
- Ulapalle (Päivälehden kp. 1897)
- Viimeinen ponnistus (Gummerus 1884)
- Äärimmäisessä talossa (Matti Kurikka 1889)

## Traductions
- (fi) William Walker Atkinson (trad. Matti Kurikka), Ajatusten laki 1, Teosofinen kirjakauppa, 1905
- (fi) Nenä [« Нос »]  (trad. Matti Kurikka), Holm,‎ 1883
- (fi) William Scott-Elliot (trad. Matti Kurikka), Atlantis-maa [« The Story of Atlantis »], New Yorkin uutiset, 1911
- (fi) Viides evankeliumi [« Le cinquième évangile »], Elämä osuuskunta, 1906